# Alexandre Baptista (artista plástico)
Alexandre Baptista (17 de Março de 1969), é um artista plástico português.

## Biografia
Licenciado em Artes Plásticas - Pintura, pela Faculdade de Belas Artes da Universidade do Porto. Frequentou o Mestrado em Práticas Artísticas Contemporâneas na Faculdade de Belas Artes da Universidade do Porto. 
Expõe desde 1988, começando com uma exposição colectiva e em 1989 realiza a sua primeira exposição individual. Desde então, tem participado em inúmeras exposições, quer individuais quer colectivas, em Portugal e no estrangeiro.
Em 1997 foi-lhe atribuído o prémio de Desenho "Montepio Geral" no X Salão de Primavera do Casino Estoril, com a obra "Tacto".
A sua obra está ainda documentada em diversos livros e catálogos, bem como está representado em várias colecções particulares em Portugal e estrangeiro.

## Catálogos
- Miami River Art Fair, 2013
- Shanghai Art Fair, 2009
- Shanghai Art Fair, 2008
- “ON EUROPE” 1a Bienal Internacional do Montijo - C.M. do Montijo, 2008
- “Sua Majestade - O Rei”, Museu do Vinho de Anadia, 2008
- 10o Aniversário - Galeria 57, 2007
- 7º Aniversário - Pintura e Escultura, Galeria 57, 2004
- XI Bienal de Cerveira, 2001
- III Simpósio Internacional de Escultura - Edição C. M. de Cantanhede, 2001
- Oito Manifestos - Galeria Arte e Oficina, 2001
- 500 Anos Depois – Pintura, Galeria 57, 2000
- Agriculturas - IFADAP, 1999
- X Bienal de Cerveira, Arte Baby Racer - Baviera BMW, 1999
- BAPTISTA, Alexandre - Corpo, Twenty-four drawings about somebody, Casa da Cultura de Estarreja, 1999
- BAPTISTA, Alexandre - Os Cinco Sentidos mais Um, Galeria Alvarez, 1998

## Prémios
2008   1º Prémio “Sua Majestade - O Rei” - Museu do Vinho, Anadia
1997   Prémio de Desenho Montepio Geral – X Salão de Primavera

## Representações
- Várias colecções particulares em Portugal e estrangeiro;
- Fundação Dionísio Pinheiro,
- Fundação Mário Soares,
- ANJE – Porto,
- Colecção Montepio Geral,
- Museu Amadeo Souza Cardoso – Amarante,
- Museu BMW – Baviera.